# Пута-Гюнчулі
Пута-Гюнчулі або Дхаулагірі VII (англ. Putha Hiunchuli) — гора в Азії, висотою — 7246 метрів, у гірському масиві Дхаулагірі-Гімал в Гімалаях на кордоні територій адміністративних зон Дхаулагірі та Карналі у Непалі.

## Географія
Четверта за висотою самостійна гора гірського масиву Дхаулагірі-Гімал. Вершина розташована у західній частині цього масиву, замикає західний кінець гірського ланцюга семитисячників, найвищі вершини якого — Дхаулагірі II, III, V, IV, Юнктайн-Пік, Чурен-Гімал (Східна), Чурен-Гімал, Чурен-Гімал (Західна) та Пута-Гюнчулі. Цей гірський ланцюжок відокремлює окремий високогірний регіон Долпо, який лежить на північному заході Непалу від гори Дхаулагірі I (8167 м) — на півдні.
Гора є масивною у вигляді чотиригранної піраміди. Адміністративно вершина розташована на кордоні адміністративних зон, в північно-західній частині зони Дхаулагірі (Західний регіон) та південно-східній частині зони Карналі (Середньозахідний регіон) у Непалі, за 67 км на південний захід від кордону з Китаєм, за 35 км на захід — північний-захід від Дхаулагірі I, за 380 км на захід — північний-захід від гори Еверест (8848 м) та за 243 км на північний-захід від столиці Непалу — Катманду.
Абсолютна висота вершини 7246 метрів над рівнем моря. За цим показником вона займає 95-те місце у світі. Відносна висота — 1151 м з найвищим сідлом 6095 м. Топографічна ізоляція вершини відносно найближчої вищої гори Чурен-Гімал — становить 6,72 км.

## Підкорення
11 листопада 1954 року англієць Джеймс О. М. Робертс та шерпа Анг Ньюма вперше піднялися на вершину. Лише 42 роки по тому, восени 1996 року, експедиція альпіністів піднялася на вершину з північної сторони. В останні кілька років на гору в основному піднімалися по північній та північно-східній стінах. Нахилена крижана стіна не має жодних перепон для підйому. Не існує об'єктивних небезпек, таких як лавини, серакі та льодопади. Тому Пута-Гюнчулі відноситься до легкодоступних вершин семитисячників, на які навіть організовуються гірські тури.